# Paz Padilla
Pour les articles homonymes, voir Padilla.
María de la Paz Padilla Díaz, dite Paz Padilla, née le 25 septembre 1969 à Cadix, est une comique et actrice espagnole.

## Biographie
Après avoir travaillé dans l'hôpital de Cadix, elle apparaît dans un programme comique d'Antena 3 en 1994. Elle fait plus tard des collaborations dans plusieurs programmes dans cette même chaîne, Televisión Española (TVE) et les chaînes des communautés autonomes et entre 1997 et 1999, elle devient une collaboratrice habituelle du programme Crónicas Marcianas. Plus tard, elle collabore avec soit comme actrice dans des séries comme Aladina ou Mes adorables voisins (Mis adorables vecinos), soit comme présentatrice.
Elle travaillé aussi à la radio (Cadena COPE), et elle a fait des collaborations pour le théâtre, grâce au group El Terrat, et pour le cinéma avec des films comme Raluy, una noche en el circo 1999 ou Marujas asesinas 2001.